# دانيلو دوناتي
دانيلو دوناتي (بالإيطالية: Danilo Donati)‏ هو مصمم أزياء تقليدية وكاتب إيطالي، ولد في 6 أبريل 1926 في لوتسارا في إيطاليا، وتوفي في 2 ديسمبر 2001 في روما في إيطاليا.

## وصلات خارجية
- دانيلو دوناتي على موقع IMDb (الإنجليزية)
- دانيلو دوناتي على موقع أول موفي (الإنجليزية)
- دانيلو دوناتي على موقع قاعدة بيانات الفيلم (الإنجليزية)